# Pulitzer-Preis 1935
Der Pulitzer-Preis 1935 war die 19. Verleihung des renommierten US-amerikanischen Literaturpreises. Es wurden Preise in neun Kategorien im Bereich Journalismus und dem Bereich Literatur, Theater und Musik vergeben.
Die Jury bestand aus 13 Personen, unter anderem dem Präsidenten der Columbia-Universität Nicholas Murray Butler und Ralph Pulitzer, Sohn des Pulitzer-Preis-Stifters und Herausgeber der New York World.

## Preisträger
| Kategorie                                     | Preisträger                                | Begründung |
| --------------------------------------------- | ------------------------------------------ | --- |
| Dienst an der Öffentlichkeit (Public Service) | The Sacramento Bee                         | Preis verliehen eine Kampagne gegen die politische Einflussnahme bei der Ernennung von zwei Bundesrichtern in Nevada. |
| Berichterstattung (Reporting)                 | William H. Taylor, New York Herald Tribune | Preis verliehen für eine Artikelserie über das Internationale Jachtrennen.                                            |
| Korrespondenz (Correspondence)                | Arthur Krock, The New York Times           | Preis verliehen für seinen Sendung aus Washington.                                                                    |
| Karikatur (Editorial Cartooning)              | Ross A. Lewis, The Milwaukee Journal       | Preis verliehen für Sure, I'll Work for Both Sides.                                                                   |

| Kategorie                                                   | Preisträger                                                        |
| ----------------------------------------------------------- | ------------------------------------------------------------------ |
| Roman (Novel)                                               | Now in November von Josephine Winslow Johnson                      |
| Theater (Drama)                                             | The Old Maid von Zoë Akins                                         |
| Geschichte (History)                                        | The Colonial Period of American History von Charles McLean Andrews |
| Biographie oder Autobiographie (Biography or Autobiography) | R. E. Lee von Douglas S. Freeman                                   |
| Dichtung (Poetry)                                           | Bright Ambush von Audrey Wurdemann                                 |